# Футбольний тренер

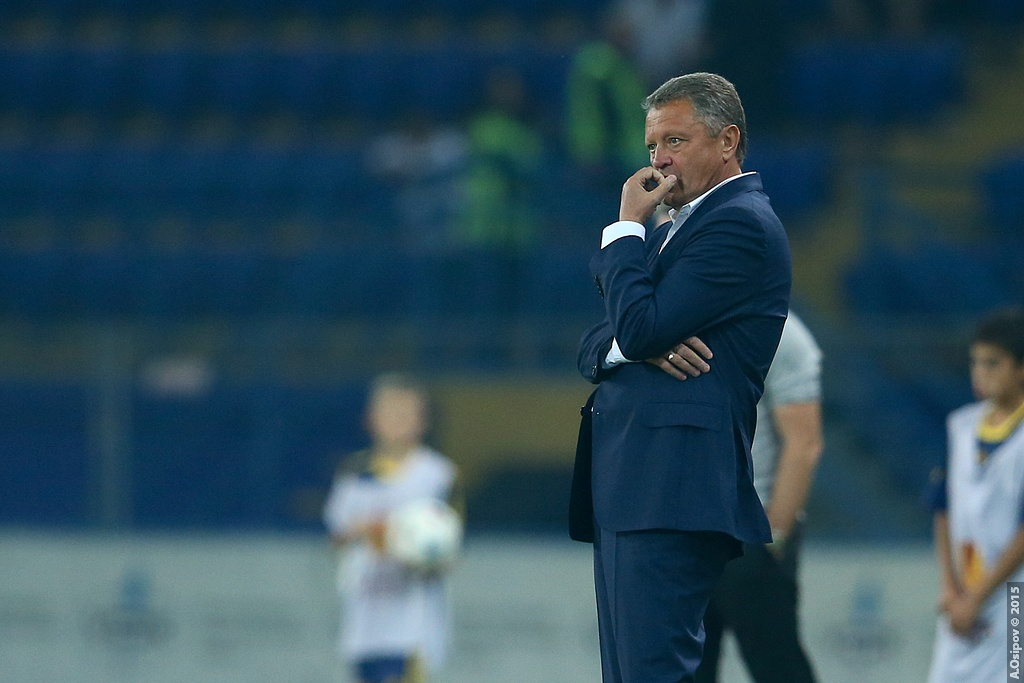
Мирон Маркевич — український футбольний тренер

Футбо́льний тре́нер — особа, що відповідає за функціонування футбольного клубу або національної збірної. Тренер клубу несе відповідальність безпосередньо перед президентом клубу. Термін «менеджер» (англ. Manager) використовують майже виключно у британському футболі, в інших країнах використовують слово «тренер» (англ. coach, trainer).

## Обов'язки тренера
Обов'язки тренера у футбольному клубі зазвичай складаються, але не обмежуються, такими:
- Вибір гравців на матч.
- Розробка стратегії, а також інструктаж на полі.
- Делегування обов'язків першого тренера команди, тренерського та медичного персоналів.
- Скаутинг молодих і талановитих гравців для подальшого навчання в академії клубу.
- Купівля та продаж гравців на трансферному ринку, включаючи оренду.

Перераховані вищі обов'язки тренер може виконувати спільно з директором клубу, спортивним директором, а також зі своїми помічниками.

## Тренери з найбільшою кількістю виграних титулів
Нижче наведений список офіційних трофеїв, виграних головними тренерами. До списку входять трофеї як мінімум національного рівня. Нижчолігові трофеї (враховуючи трофеї міжнародного рівня, напр. Кубок регіонів УЄФА) до списку не входять[джерело?].
| М. | Тренер               | Нац. чемпіонати | Нац. кубки | Лігові кубки | Нац. суперкубки | Континент. трофеї | Міжконтинент. трофеї | Регіональні трофеї | Трофеї зі зб. | Загалом |
| -- | -------------------- | --------------- | ---------- | ------------ | --------------- | ----------------- | -------------------- | ------------------ | ------------- | ------- |
| 1  | Алекс Фергюсон       | 16              | 9          | 5            | 10              | 6                 | 2                    | 0                  | 0             | 48      |
| 2  | Валерій Лобановський | 13              | 9          | 1            | 3               | 3                 | 0                    | 3                  | 1             | 33      |
| 3  | Мірча Луческу        | 12              | 9          | 0            | 9               | 2                 | 0                    | 0                  | 0             | 32      |
| 4  | Віллі Мейлі          | 16              | 14         | 0            | 0               | 0                 | 0                    | 1                  | 0             | 31      |
| 5  | Білл Страт           | 18              | 10         | 2            | 0               | 0                 | 0                    | 0                  | 0             | 30      |